# Clairance (aéronef)
Pour les articles homonymes, voir Clairance.
 (avril 2017).
Si vous disposez d'ouvrages ou d'articles de référence ou si vous connaissez des sites web de qualité traitant du thème abordé ici, merci de compléter l'article en donnant les références utiles à sa vérifiabilité et en les liant à la section « Notes et références ».
Une clairance (francisation du mot anglais clearance) est une autorisation délivrée à un aéronef de manœuvrer dans des conditions spécifiées par un organisme du contrôle de la circulation aérienne dans le but de lui fournir le service du contrôle de la circulation aérienne.

## Concept de clairance
Une clairance est une autorisation. Ce n'est pas un ordre, mais une garantie de la part du contrôle de l'absence de danger connu si le pilote suit sa clairance. Si la clairance ne convient pas au pilote, il est libre d'en demander une autre au contrôle. Le but de tout le monde est de faire arriver l'avion au parking de sa destination sans problème, et suivre la clairance du contrôle est le meilleur moyen pour cela. Les pilotes le savent, et acceptent dans la mesure du possible les clairances du contrôle.
Une clairance doit être obtenue pour effectuer un vol contrôlé ou la partie contrôlée d'un vol. Un pilote doit demander une clairance aux organismes du contrôle de la circulation aérienne au plus tard à l'entrée de l'espace aérien contrôlé considéré.
Les clairances ne dégagent en aucune façon la responsabilité du commandant de bord vis-à-vis du respect des règlements et procédures en vigueur, ni de l'exercice d'une vigilance constante en vue d'éviter les abordages avec les autres aéronefs ou les collisions avec les obstacles.
Inversement, les clairances doivent être délivrées uniquement dans le but de fournir le service de contrôle. Il ne doit pas être délivré de clairance qui, si elle était suivie par le commandant de bord, entraînerait une violation des règles de l'air.

### Limite de clairance
Une limite de clairance est un point ou une altitude jusqu'à laquelle une clairance est valable. 
Lorsqu'un aéronef atteint sa limite de clairance en ayant été informé explicitement que ce point constituait sa limite de clairance, et sans avoir reçu de clairance complémentaire, il doit se mettre en attente (en suivant le circuit publié s'il existe, en effectuant une attente orientée selon sa route d'arrivée).
Dans le cas où l'aéronef atteint sa limite de clairance sans que celle-ci n'ait été clairement définie, deux cas existent :
- Si la limite de clairance est un repère d'attente à l'arrivée pour un aérodrome, il se met en attente selon le circuit publié.
- Sinon il poursuit sa route comme indiquée sur son plan de vol et informe les services de la circulation aérienne dès que possible.

## Exemples de clairances courantes

### Clairance de roulage
Quand un avion part du parking pour se diriger vers la piste, ou quand il sort de la piste après atterrissage pour rejoindre le parking, il demande au contrôle une clairance de roulage. C'est une garantie qu'il pourra rejoindre le point qu'il veut atteindre sans se retrouver bloqué. Un avion ne peut pas faire marche arrière, et les voies de circulation taxiways d'un aérodrome sont prévues pour faire passer un seul avion à la fois. Donc si deux avions sont en face à face sur une voie de circulation, ils sont bloqués, et il faut soit les pousser, soit les tracter jusqu'à l'intersection précédente pour en faire passer un, puis l'autre. La délivrance d'une clairance de roulage garantit que l'avion ne se retrouvera pas dans une telle situation. La clairance est accompagnée d'une information si le pilote doit laisser passer un autre avion sur le chemin.
"roulez parking alpha 3, laissez passer un Boeing 737 sur taxiway Tango 3 de droite à gauche".

### Clairance de décollage
La clairance de décollage est délivrée à un aéronef qui est prêt au départ et qui demande à s'aligner sur la piste pour décoller. La délivrance de cette clairance implique que la piste est libre de tout obstacle ou aéronef, et que la route de l'avion immédiatement après l'envol est libre de tout trafic conflictuel. Elle est toujours assortie d'une indication du vent au sol qui aidera le pilote pendant son décollage.
"Autorisé décollage piste zéro quatre, vent zéro quarante degrés huit nœuds QNH 1014".

### Clairance en route
Une clairance de route est une suite de points de navigation par lesquels le pilote va transiter. La délivrance de cette clairance est une confirmation pour le pilote de la route qu'il va suivre. 
"Route EVX, EVRUX, ELBOX, ROU" (le contrôleur dira en langage aéronautique "Echo Victor X-Ray, Echo Victor Romeo Uniform X-Ray, Echo Lima Bravo Oscar X-Ray, Roméo Oscar Uniform".
Le contrôle peut modifier cette route soit pour la rallonger s'il est impossible que l'aéronef suive une route plus courte, soit pour la raccourcir quand le trafic le permet.
"Route EVX, ROU"

### Clairance d'approche
À proximité de l'aérodrome de destination, le contrôleur d'approche fait atterrir les avions les uns après les autres. Quand vient le tour d'un avion de se présenter devant la piste pour se poser, le contrôleur lui délivre une clairance d'approche, comprenant le numéro de la piste à utiliser et le type de moyen à utiliser. Cette clairance signifie qu'il peut effectuer son approche en toute sécurité, qu'il est suffisamment espacé du trafic précédent. Si les minima requis pour cette approche ne sont pas atteints, il devra remettre les gaz. Le contrôle peut autoriser à l'approche jusqu'aux minima, c'est au pilote d'estimer si, à ces minima, il a les conditions suffisantes pour poursuivre ou pas.
"Autorisé approche ILS piste vingt deux rappeler établie"

## Clairances complémentaires
Des clairances complémentaires peuvent être délivrées dans certaines conditions seulement. Leur but est d'accélérer le trafic, quand les conditions météorologies permettent aux aéronefs de bien voir leur environnement et les autres aéronefs.

### Clairance d'approche à vue
Cette clairance complémentaire permet à un aéronef de ne pas effectuer l'approche aux instruments publiée pour se poser sur aérodrome, et de se présenter pour l'atterrissage par repérage visuel au sol. Les conditions suivantes doivent être réunies :
- Le pilote voit l'aérodrome.
- Le pilote peut garder le contact avec le sol.
- Le pilote juge que la visibilité et le plafond permettent une approche à vue et estime l'atterrissage possible.
- De nuit, le plafond n'est pas inférieur à l'altitude minimale de secteur ou, le cas échéant, à l'altitude de la trajectoire de ralliement emprunté.
- En espace aérien contrôlé, le pilote a reçu une clairance d'approche à vue.
- Le pilote respecte les éventuelles consignes particulières propres à l'approche à vue sur l'aérodrome considéré et les restrictions d'évolution vers la piste émises par l'organisme du contrôle de la navigation aérienne.

Un pilote peut exécuter une approche à vue même en l'absence de procédure aux instruments.
Quand il exécute une approche à vue, l'aéronef continue à bénéficier des services de la circulation aérienne correspondant à la classe d'espace dans laquelle il évolue.
La RVR minimale doit être de 800 m lorsque cette information est disponible.

### Clairance de séparation à vue
Une clairance de séparation à vue permet à un aéronef de s'affranchir des espacements réglementaires  vis-à-vis d'un seul autre aéronef contrôlé et d'assurer visuellement sa propre séparation par rapport à celui-ci.
Une clairance de séparation à vue ne peut être demandée ou acceptée par le pilote de l'aéronef devant maintenir la séparation à vue que si les conditions suivantes sont remplies :
- Il peut le garder à vue durant toute la partie du vol où les espacements ne seront plus assurés par les services de la circulation aérienne, ou tant que le croisement ou le dépassement ne sera pas effectif.
- La clairance est valable en montée ou en descente.
- En dessous du FL 100 ou 10 000 ft si l'altitude de transition est supérieure à 10 000 ft
- Le pilote de l'autre avion a donné son accord

Quand il bénéficie d'une clairance de séparation à vue, le pilote doit manœuvrer de façon à éviter tout incident dû à la turbulence de sillage, en ne créant pas de danger avec sa propre turbulence de sillage, et en tenant compte de la turbulence de sillage de l'autre aéronef.